# 劉國能
劉國能（—1641年），延安人，是明朝的民变领袖，与李自成、张献忠等同时發動民變。劉國能自号闯塌天。崇祯十一年（1638年），劉國能向明朝朝廷投降，並且受左良玉节制。後來劉國能奉命征讨张献忠、罗汝才，劉國能驻守勋阳。李自成攻入河南後，劉國能又奉命移守叶县。崇祯十四年（1641年），李自成攻破叶县，劉國能被处决。

## 延伸阅读
[在维基数据编辑]
 《明史卷二百六十九》，出自《明史》